# Zaginiony świat (film 1960)
Zaginiony świat (ang. The Lost World) – amerykański przygodowy film fantasy z 1960 roku w reżyserii Irwina Allena, luźno oparty na powieści Arthura Conana Doyle’a pod tym samym tytułem.

## Fabuła
Profesor Challenger, znany biolog i antropolog, donosi Londyńskiemu Towarzystwu Zoologicznemu, że podczas wyprawy do dorzecza Amazonki dotarł na nieznany płaskowyż i odkrył żywe okazy dinozaurów z okresu jury. Zostaje wykpiony, a cała dokumentacja uległa zniszczeniu w drodze powrotnej. Wobec tego proponuje drugą ekspedycję z udziałem sceptycznego profesora Summerlee. Na ochotników zgłaszają się łowca grubej zwierzyny lord John Roxton i amerykański dziennikarz Global News Ed Malone, którego wydawca Stuart Holmes przekazuje 100 tys. dolarów na opłacenie ekspedycji. Po dotarciu do Ameryki Południowej do grupy dołączają Wenezuelczycy – pilot helikoptera Gomez i jego pomocnik Costa, a także żądna przygód córka Holmesa i dziewczyna Roxtona – Jennifer i jej młodszy brat David.
Wyprawa dociera helikopterem na szczyt płaskowyżu. Podczas nocy tajemnicze zwierzę niszczy helikopter. Następnego dnia w trakcie eksploracji dżungli wszyscy natykają się na iguanostyracusa, co dowodzi prawdziwości słów Challengera o dinozaurach. Uciekając przed bestią Challenger zauważa dziewczynę z indiańskiego plemienia. Na jego polecenie Malone goni ją trafiając w pajęczyny gigantycznego pająka. Gdy Indianka zostaje schwytana jako obiekt naukowy, Roxton ostrzega, że jej plemię będzie szukać. Gdy Malone wytyka Roxtonowi, że spotyka się z Jennifer dla prestiżu, prowadzi to do walki na pięści między nimi. Odkryty jest dziennik Burtona White’a, według którego pierwszy odwiedził płaskowyż. Roxton jest wymieniany kilka razy w dzienniku.
Roxton ujawnia, że trzy lata temu sfinansował wyprawę White’a, który był amerykańskim uczonym szukającym potwierdzeń legend o Curupuri znajdującym się na płaskowyżu. Roxtona zainteresował fakt, że tam znajdują się złoża diamentów. Jednak w ostatniej chwili zrezygnował z uczestnictwa. Podczas nocowania David ratuje przed Costą Indiankę, w której się zakochuje. Okazuje się, że zna ona obsługę broni palnej. Wkrótce ktoś zakrada się do obozowiska. Korzystając z zamieszania Indianka ucieka. W pewnym momencie Malone i Jennifer oddzielają się od pozostałych i mają bliskie śmierci spotkanie z protostegozaurem. Przybywa też ceratopspinus. Oba dinozaury wdają się w brutalną walkę, w wyniku której spadają w przepaść. Reszta zostaje uprowadzona przez indiańskie plemię.
Indianie dopadają Malone’a, Jennifer i zbiegłego Davida. Challenger jest przekonany, że są oni kanibalami. Indianka ratuje ekspedycję prowadząc ich do przejścia, które prowadzi w dół płaskowyżu. Po drodze spotykają White’a, który jako jedyny przeżył z poprzedniej wyprawy i obecnie żyje jako niewidomy pustelnik. Wyjaśnia, że płaskowyż to wulkan, a plemię go zamieszkujące zmuszone było się tu osiedlić i składa ofiary z ludzi, by zadowolić boga ognia zamieszkującego tzw. Ogniową Jaskinię. Jedyna droga prowadzi przez miejsce zwane „Cmentarzem Potępionych”, White odmawia pójścia z nimi twierdząc, że jest za stary, a Indianom nie wolno skrzywdzić ślepców. Wręcza im za to broń palną do obrony. Wyprawa przechodzi przez Cmentarz Potępionych wypełniony szkieletami dinozaurów i śmiercionośnymi oparami.
Wszyscy umykają kanibalom docierając do Ogniowej Jaskini. W niej są złoża diamentów oraz dinozaurze jaja, a także skalna tama powstrzymująca lawę. Gomez zamierza zastrzelić Roxtona chcąc pomścić swego brata Santiago, który był członkiem wyprawy White’a. Nagle z jeziora wyłania się tyranozaur i pożera Costę. Gomez poświęca się, niszcząc tamę skalną, zabijając dinozaura. Podczas erupcji wulkanu ocaleni z grupy Challengerów uciekają z płaskowyżu, którego świat zostaje zniszczony. Podróż nie idzie na marne, gdyż Roxton wypełnił diamentami kilka kieszonek swojej kurtki i dzieli się nimi ze wszystkimi. Z kolei z zabranego przez Challengera jaja wykluwa się pisklę tyranozaura, które Challenger zamierza zabrać do Londynu.

## Obsada
- Michael Rennie – lord John Roxton
- Jill St. John – Jennifer Holmes
- David Hedison – Ed Malone
- Claude Rains – prof. George Edward Challenger
- Fernando Lamas – Manuel Gomez
- Richard Haydn – prof. Walter Summerlee
- Ray Stricklyn – David Holmes
- Jay Novello – José Costa
- Vitina Marcus – tubylcza dziewczyna
- Ian Wolfe – Burton White
- Larry Chance – wódz kanibali

- John Graham – Stuart Holmes
- Colin Campbell – prof. Waldron

## Produkcja
W 1959 roku Allen zakupił prawa do powieści Doyle’a za 100 tys. dolarów. Chciał nakręcić film z Trevorem Howardem, Peterem Ustinovem i Claude’em Rainsem, a także z udziałem Victora Mature’a i Gilberta Rolanda (który grał statystę w ekranizacji z 1925 roku). Z tych planów doszedł do skutku jedynie występ Rainsa. Zatrudnił Charlesa Bennetta, aby pomógł mu zaadaptować książkę do scenariusza, a Willisowi O’Brienowi, który pracował nad efektami specjalnymi Zaginionego świata z 1925 roku, powierzył wykonanie modeli. Dla The „New York Times” powiedział, że chce rozpocząć zdjęcia 15 października 1959 roku. Allen ostatecznie otrzymał finansowanie na realizację filmu od Buddy’ego Adlera, szefa produkcji w 20th Century Fox, po tym jak Podróż do wnętrza Ziemi okazał się sukcesem finansowym, co zachęciło studio do tworzenia fantastycznonaukowych filmów przygodowych.
Allen do zobrazowania prehistorycznych istot chciał tworzonych poklatkowo modeli, jednak 20th Century Fox zmuszone było obciąć budżety zarówno Zaginionego świata i jak i wszystkich swoich produkcji fabularnych w tamtym czasie, ponieważ koszty Kleopatry zaczynały wymykać się spod kontroli. Okrojony budżet jedynie pozwolił na zatrudnienie dużych gadów, które ucharakteryzowano na dinozaury.
Iguanostyracus został zagrany przez legwana z przyklejonymi rogami, protostegozaur przez warana z naklejonymi falbanką i kryzą, a ceratopspinus młodego kajmana okularowego i aligatora z naklejonymi rogami, małym żaglem na grzbiecie. Tyranozaura przedstawiono za pomocą warana paskowanego z naklejonym grzebieniem i rogami, a jego młode przedstawiono przez gekona toke z analogicznymi protezami. Olbrzymiego pająka zagrał ptasznik , który został powiększony i pokolorowany w postprodukcji.

## Dziedzictwo
Irwin Allen wykorzystał materiał filmowy z tego filmu do odcinków swoich różnych seriali telewizyjnych, w tym Land of the Giants, Zagubionych w kosmosie, The Time Tunnel i Voyage to the Bottom of the Sea. W 1966 roku Irwin Allen próbował nawet sprzedać serial telewizyjny oparty na tym filmie, tak jak zrobił to z Voyage to the Bottom of the Sea, ale bez powodzenia. Materiał filmowy został również wykorzystany w filmie Gdy dinozaury władały światem z 1970 roku.

## Odniesienia w kulturze popularnej
- Sceny z dinozaurami w filmie Journey to the Center of Time z 1967 roku zostały zobrazowane materiałem archiwalnym walki protostegozaura z ceratopspinusem.
- W odcinku serialu kryminalnego Zaprzysiężeni „Vested Interests” film został wspomniany w dialogu[11].